# Tim (Kursk)
Tim (russisch Тим) ist eine Siedlung städtischen Typs und ehemalige Stadt in der Oblast Kursk in Russland mit 3186 Einwohnern (Stand 14. Oktober 2010).

## Geographie

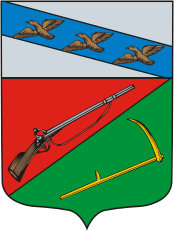
Stadtwappen von 1780

Der Ort liegt knapp 70 km Luftlinie ostsüdöstlich des Oblastverwaltungszentrums Kursk. Er befindet sich am Oberlauf des gleichnamigen Flusses Tim, eines rechten Nebenflusses der Bystraja Sosna.
Tim ist Verwaltungszentrum des Rajons Timski sowie Sitz und einzige Ortschaft der Stadtgemeinde (gorodskoje posselenije) Possjolok Tim.

## Geschichte
Der Ort wurde frühestens im 16. Jahrhundert am Handelsweg zwischen der Krim und Zentralrussland (Murawski schljach) gegründet. 1779 erhielt der Ort die Stadtrechte als Verwaltungssitz eines Ujesds der Statthalterschaft Kursk. Mit deren Umwandlung in ein Gouvernement 1797 wurde der Ujesd aufgelöst, aber bereits 1802 wiederhergestellt. Am 12. Mai 1924 wurde der Ujesd endgültig aufgelöst, Tim verlor die Stadtrechte und galt fortan wieder als Dorf (selo).
Am 30. Juli 1928 wurde Tim wieder Verwaltungssitz, nun eines nach ihm benannten Rajons. Seit 1938 besitzt der Ort den Status einer Siedlung städtischen Typs.
Im Zweiten Weltkrieg wurde Tim 20. November 1941 von der deutschen Wehrmacht eingenommen und zunächst am 25. Dezember 1941 von der Roten Armee zurückerobert. Während ihres Vorrückens auf Woronesch konnte die Wehrmacht die Siedlung Ende Juni 1942 erneut einnehmen, bis zu ihrer endgültigen Befreiung am 4. Februar 1943.

### Bevölkerungsentwicklung
| Jahr | Einwohner |
| ---- | --------- |
| 1897 | 7377      |
| 1939 | 2161      |
| 1959 | 2166      |
| 1970 | 2950      |
| 1979 | 3658      |
| 1989 | 4104      |
| 2002 | 3758      |
| 2010 | 3186      |
| 2021 | 3070      |

Anmerkung: Volkszählungsdaten

## Verkehr
Etwa drei Kilometer nördlich von Tim verläuft die föderale Fernstraße R298 Kursk – Woronesch – Borissoglebsk, Teil der Europastraße 38. Dort zweigt die Regionalstraße 38K-021 ab und führt an der Siedlung vorbei nach Süden, östlich des benachbarten Rajonzentrums Manturowo zur Grenze der Oblast Belgorod, dort weiter in Richtung Stary Oskol. Von Tim nach Norden verläuft die 38K-033 nach Schtschigry. Dort befindet sich gut 30 km entfernt die nächstgelegene Bahnstation an der Strecke Kursk – Woronesch.